# Eriberto Raffaini
Eriberto Raffaini (Crema, 23 maggio 1915 – ...) è stato un calciatore italiano, di ruolo attaccante.

## Carriera
Cresciuto nel Crema, ha disputato la stagione 1936-37 con il Varese, poi due campionati nelle file del Brescia, esordendo in Serie B ad Ancona il 12 settembre 1937 in Anconitana-Brescia (2-1). In tutto con le rondinelle ha disputato 57 incontri andando a segno in 13 occasioni.
Ha poi disputato diversi campionati con il Varese, tra cui quello 1946-1947 in Serie B con 21 presenze e 7 reti; prima di quello altri tre a cavallo della seconda guerra mondiale, sempre con la maglia biancorossa in Serie C.

## Palmarès

### Club

#### Competizioni nazionali
- Serie C: 3

Varese: 1939-1940, 1941-1942, 1942-1943